# سیگه هورنه-راسموسن
سیگه هورنه-راسموسن (دانمارکی: Sigrid Horne-Rasmussen؛ ‏ ۲۲ سپتامبر ۱۹۱۵ – ۲۴ آوریل ۱۹۸۲) بازیگر اهل دانمارک بود.
از فیلم‌هایی که وی در آن نقش داشته‌است، می‌توان به دختر و چاله آب، گرسنگی، در برج ثور، در برج سنبله و در برج اسد اشاره کرد.